# Ală
Ala (în latină ala, plural alae) este unitate tactică de cavalerie din cadrul trupelor auxiliare ale armatei romane. Cuvântul latin ala atribuit acestui tip de unitate militară înseamnă aripă, având sensul de flanc. Motivul acestei alegeri este dispunerea pe flancuri ale cavaleriei față de corpul principal al armatei în cazul unei lupte. 
În funcție de numărul de soldați, unitățile erau de două tipuri: 
- Ala quingenarie - având 500 de oameni și fiind condusă de un prefect (în latină prefectus) - și
- Ala miliariae - având 1000 de oameni și fiind condusă de un tribun.

Inițial alele erau recrutate din rândul populației fără cetățenie romană din provinciile romane.
Numele alelor erau preluate de la numele tribului, exemple fiind alele gallorum, hispanorum, dardanorum, etc.  
Se știe că solda primită de aceste unități era mai mare decât cea primită de unitățile pedestre.
În urma reorganizării armatei de către împăratul Constantin cel Mare, alele au devenit unități de apărare a granițelor. 
Soldații primeau diplome militare la încheierea serviciului, care dura 25 de ani.